# Legge fondamentale dello Stato della Città del Vaticano
La Legge fondamentale dello Stato della Città del Vaticano è la legge principale dello Stato della Città del Vaticano, «fondamento e riferimento di ogni altra normativa e regolazione nello Stato».

## Storia
La prima Legge fondamentale viene emanata Motu proprio da Papa Pio XI il 7 giugno 1929. Il testo viene poi modificato il 26 novembre 2000 da Papa Giovanni Paolo II, viene pubblicato il 1º febbraio dell'anno successivo sull'Acta Apostolicae Sedis, ed entra in vigore il 22 febbraio 2001, sostituendo integralmente la versione precedente. Papa Francesco emana infine una terza versione della Legge il 13 maggio 2023.

## Legge fondamentale del 1929
L'emanazione della prima Legge fondamentale trova spiegazione nel contesto storico successivo alla stipula dei Patti Lateranensi. Infatti, questi accordi avevano stabilito la creazione dello Stato della Città del Vaticano, che aveva quindi la necessità di dotarsi di una propria struttura istituzionale. Il testo si compone di ventuno articoli, che definiscono le prerogative degli organi che esercitano la funzione legislativa, quella esecutiva e quella giudiziaria nei territori e nelle aree posti sotto la sovranità dello Stato. Tutte e tre queste funzioni sono esercitate in nome del Pontefice, ed anzi egli detiene «la pienezza dei poteri legislativo, esecutivo e giudiziario».

## Legge fondamentale del 2000
La seconda Legge fondamentale viene redatta in venti articoli da una commissione giuridica presieduta dal cardinale Castillo Lara, ed entra in vigore il 22 febbraio 2001. Nel primo articolo, il testo rimarca la pienezza dei poteri del Pontefice, quindi dà vita ad alcuni cambiamenti istituzionali rispetto alla versione precedente. In tal senso, risulta abolita la figura del Governatore dello Stato della Città del Vaticano, in realtà già vacante dal 1952 con la morte dell'ultimo governatore, il marchese Camillo Serafini. La funzione esecutiva è dunque affidata al Presidente della stessa Commissione cardinalizia che ha il diritto di esercitare il potere legislativo. 

## Legge fondamentale del 2023
L'attuale Legge fondamentale è stata emanata da Papa Francesco il 13 maggio 2023, ed è entrata in vigore il 7 giugno dello stesso anno. Tale documento è costituito da ventiquattro articoli, suddivisi in cinque titoli:
- Titolo I - Disposizioni generali
- Titolo II - Funzione legislativa
- Titolo III - Funzione esecutiva
- Titolo IV - Funzione giudiziaria
- Titolo V - Disposizioni finali

### Titolo I

#### Articolo 1
Il primo articolo delle Disposizioni generali mira a definire le prerogative del Pontefice nello Stato, ed afferma infatti che:

#### Articoli 2-6
I restanti articoli delle Disposizioni generali definiscono i caratteri fondamentali dello Stato e delle sue Istituzioni. Si afferma, tra le altre cose, che: 
- lo Stato è un ente autonomo e distinto dalla Santa Sede, e però ha il compito di assicurarne la «assoluta e visibile» indipendenza e la sovranità in campo internazionale (articolo 2)
- in caso di sede vacante, le funzioni dello Stato sono garantite dal Collegio dei Cardinali (articolo 3)
- gli organi dello Stato esercitano la propria sovranità sul territorio definito dal Trattato lateranense e anche sugli immobili e sulle aree in cui operano le istituzioni dello Stato o quelle della Santa Sede (articolo 4)
- la comunità dello Stato è costituita dai cittadini, dai residenti e da chi svolge stabilmente servizio per lo Stato o per la Santa Sede (articolo 5)
- la rappresentanza dello Stato è prerogativa del Pontefice nei rapporti con gli altri stati e con i soggetti internazionali, altrimenti è esercitata dal Presidente del Governatorato (articolo 6)

Bandiera dello Stato della Città del Vaticano

### Titolo II
Il secondo Titolo si concentra sulla funzione legislativa, esercitata dalla Pontificia commissione per lo Stato della Città del Vaticano, i cui membri sono nominati dal Papa per un quinquennio. Le leggi licenziate da tale commissione - che se ne riserva il diritto di interpretazione autentica - devono essere sottoposte al Pontefice prima della promulgazione. Il Santo Padre deve anche approvare il bilancio preventivo e consuntivo dello Stato, annualmente deliberati dalla commissione. 

### Titolo III
Il terzo Titolo definisce la funzione esecutiva, esercitata dal Presidente della Pontificia commissione, che è anche il Presidente del Governatorato. 
Nella fattispecie, il Governatorato provvede, «come compito proprio ed esclusivo», alla sicurezza, alla salute, alle attività economiche e infrastrutturali, alla conservazione e alla valorizzazione dei Musei Vaticani, e alla sovrintendenza dell'intero patrimonio artistico e storico dello Stato. 

Stemma dello Stato della Città del Vaticano

### Titolo IV
Il quarto Titolo, riguardante la funzione giudiziaria, stabilisce che essa deve essere esercitata, in nome del Pontefice, secondo il principio di equità e per il ristabilimento della giustizia. In ogni processo devono essere garantiti «l'imparzialità del giudice, il diritto alla difesa e il contraddittorio tra le parti». Il Papa ha inoltre la facoltà di concedere amnistia, indulto, condono, grazia, e di commutare le pene.

### Titolo V
Tra le Disposizioni finali si definiscono le caratteristiche dei simboli dello Stato, e si afferma che:
- la bandiera dello Stato «è costituita da due campi divisi verticalmente, uno giallo aderente all'asta e l'altro bianco, e porta in quest'ultimo la tiara con le chiavi»
- lo stemma «è costituito dalla tiara con le chiavi»
- Il sigillo dello Stato «porta nel centro la tiara con le chiavi e intorno le parole "Stato della Città del Vaticano"»
Infine, si dispone la sostituzione integrale della precedente Legge fondamentale e la contemporanea abrogazione di tutte le leggi, le disposizioni, i privilegi e le consuetudini in contrasto con la Legge fondamentale del 13 maggio 2023.

## Modifiche del 2025
Il 25 febbraio 2025 è stato comunicato che Papa Francesco ha compiuto modifiche al testo del 2023, contestualmente nominando - con decorrenza dal 1º marzo dello stesso anno - due Segretari Generali del Governatorato, l'arcivescovo Emilio Nappa e l'avvocato Giuseppe Puglisi-Alibrandi, il primo laico a ricoprire tale incarico. Queste nomine hanno fatto seguito a quella di suor Raffaella Petrini alla Presidenza del Governatorato e della Pontificia commissione.